# والی بارنز
والی بارنز (انگلیسی: Walley Barnes؛ ۱۶ ژانویه ۱۹۲۰ – ۴ سپتامبر ۱۹۷۵) بازیکن فوتبال اهل بریتانیا بود.
از باشگاه‌هایی که در آن بازی کرده‌است می‌توان به باشگاه فوتبال ساوت‌همپتون، باشگاه فوتبال آرسنال و باشگاه فوتبال پورتسموث اشاره کرد.
وی همچنین در تیم ملی فوتبال ولز بازی کرده‌است.